# Kolejowe Ratownictwo Techniczne

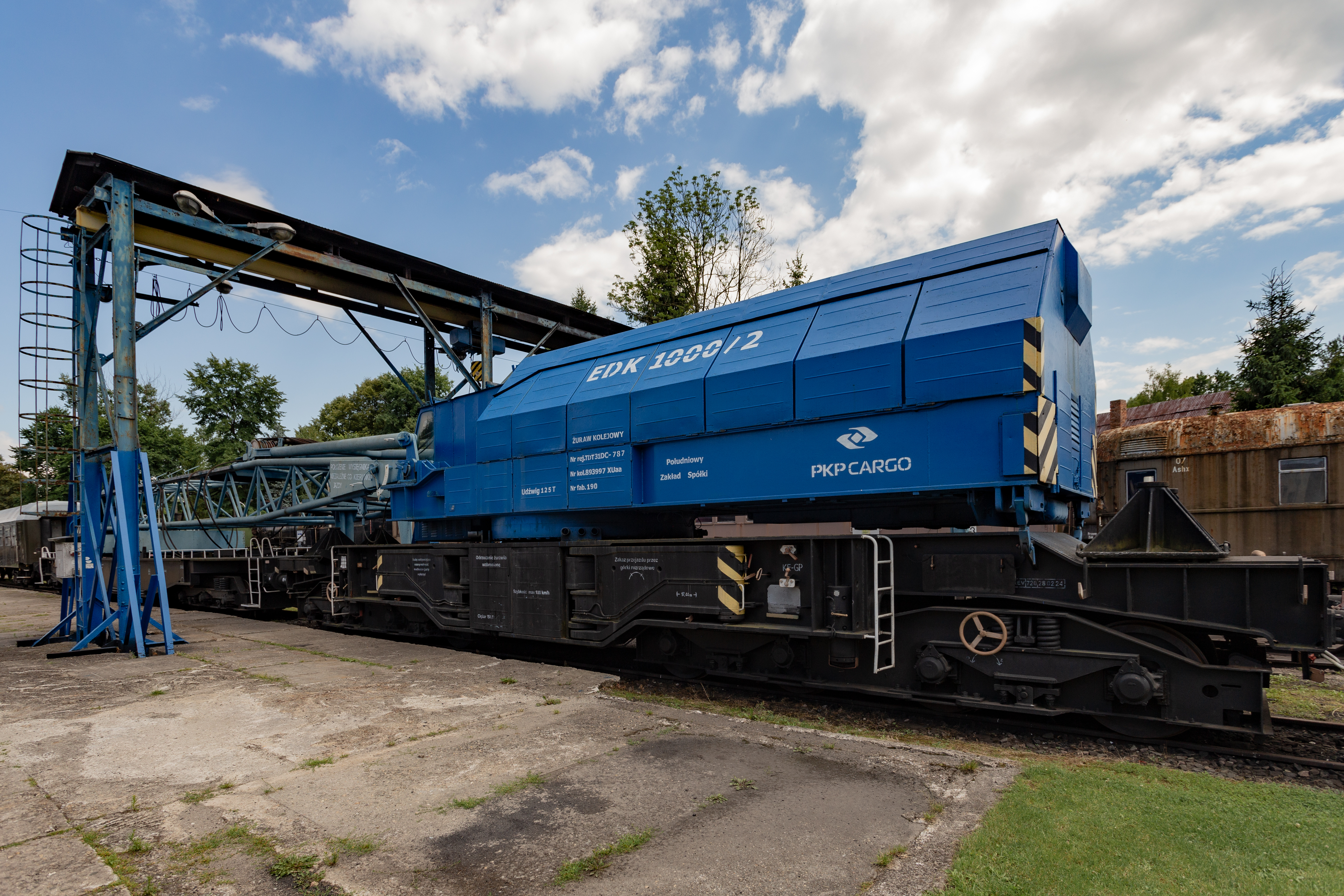
Żuraw kolejowy EDK1000 w Skansenie Taboru Kolejowego w Chabówce

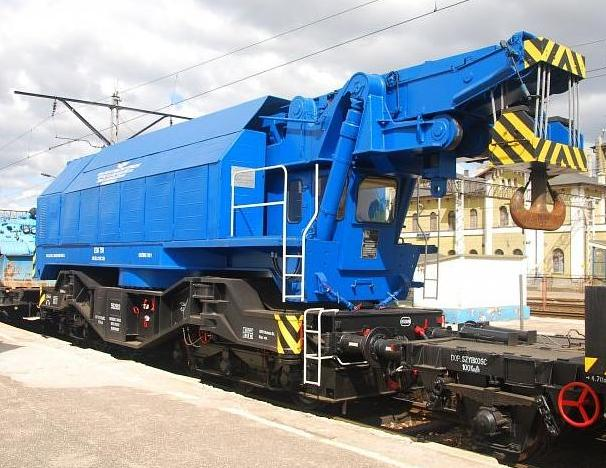
Żuraw EDK 750 wchodzący w skład pociągu ratunkowego

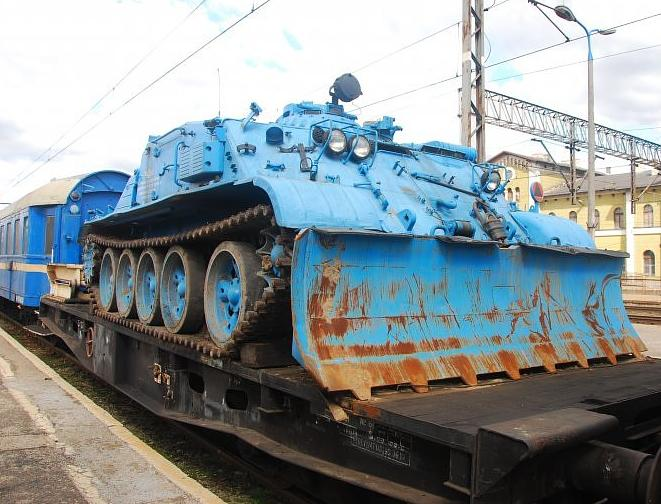
Pojazd gąsienicowy WZT-2 z rozkładanym ramieniem dźwigowym (zwany potocznie "czołgiem kolejowym"), wchodzący w skład pociągu ratunkowego

Kolejowe Ratownictwo Techniczne – zespoły przeznaczone do usuwania skutków wypadków kolejowych. Zarządza nimi podobnie jak infrastrukturą kolejową PKP Polskie Linie Kolejowe S.A. W skład takich zespołów wchodzą:
- Specjalne Pociągi Ratownictwa Technicznego (SPRT)
- Pociągi Ratownictwa Technicznego (PRT).

## Zadania Kolejowego Ratownictwa Technicznego
1. Usuwanie skutków wypadków na liniach zarządzanych przez PKP PLK S.A.
2. Usuwanie skutków zdarzeń kolejowych, które spowodowały stan zagrożenia, przerwę lub ograniczenie w ruchu kolejowym, niebędących skutkiem wypadków kolejowych.
3. Transport pojazdów kolejowych uszkodzonych w wyniku awarii technicznych z miejsca uszkodzenia do najbliższej stacji.
4. Odpłatne świadczenie usług na rzecz innych podmiotów gospodarczych.

Rodzaje zespołów ratownictwa technicznego, ich liczbę, lokalizację i rozmieszczenie oraz obszar działania ustala PKP Polskie Linie Kolejowe S.A. w drodze decyzji Prezesa Zarządu PKP Polskie Linie Kolejowe S.A.

## Skład zespołów
W skład zespołów kolejowego ratownictwa technicznego mogą wchodzić:
1. Wagony techniczno-gospodarcze z wyposażeniem w sprzęt do wkolejania i urządzenia do realizacji wyznaczonych zadań.
2. Żurawie kolejowe i ciągniki gąsienicowe / WZT / z platformami.
3. Pojazdy szynowo-drogowe / PSD /.
4. Samojezdne pociągi ratownictwa technicznego / WM-15PRT /.

## Skład załogi
Załoga Specjalnego Pociągu Ratownictwa Technicznego (SPRT) liczy 29 pracowników.
W skład jej wchodzą:
1. Kierownik SPRT,
2. Cztery drużyny ratownictwa technicznego liczące po 7 pracowników w jednej zmianie, tj.:
  1. Mistrz kierujący pracą drużyny.
  2. Zespół 6 pracowników zapewniających obsługę sprzętu stanowiącego wyposażenie pociągu, w składzie którego powinni być pracownicy z uprawnieniami: maszynisty żurawia kolejowego, kierowcy pojazdu szynowo-drogowego, mechanika wozu zabezpieczenia technicznego oraz kierownika pociągu roboczego i gospodarczego.

- Skład osobowy stałej załogi Specjalnego Pociągu Ratownictwa Technicznego (SPRT) z uwzględnieniem wymaganych specjalizacji, ustala na wniosek kierownika tego pociągu dyrektor Zakładu Linii Kolejowych, w którym utworzono pociąg.
- Stała załoga Pociągu Ratownictwa Technicznego (PRT) liczy 13 pracowników w tym kierownik (12 pracowników zatrudnionych w systemie zmianowym, tj. 3 pracowników na zmianie), zapewniających obsługę sprzętu stanowiącego wyposażenie pociągu w składzie którego powinni być pracownicy z uprawnieniami: maszynisty żurawia kolejowego, kierowcy pojazdu szynowo-drogowego, kierownika pociągu roboczego i gospodarczego, kierowcy drezyny i wózka motorowego.

Do akcji ratowniczej Pociągiem Ratownictwa Technicznego, pojazdem szynowo-drogowym lub samojezdnym pociągiem (WM15/PRT) wyjeżdża zespół złożony z co najmniej 5 pracowników w tym jeden pracownik z uprawnieniami kierownika pociągu roboczego i gospodarczego. Załoga (PRT), (PSD) i (WM15/PRT) powinna zapewnić obsługę sprzętu do wkolejania taboru oraz obsługę innych urządzeń znajdujących się na wyposażeniu zespołów kolejowego ratownictwa technicznego (w tym żurawia kolejowego).
W zależności od potrzeb stała załoga (PRT) może być doraźnie zwiększona stosownie do sytuacji.
- Kierownik Specjalnego Pociągu Ratownictwa Technicznego oraz kierownik Pociągu Ratownictwa Technicznego są odpowiedzialni za stan techniczny sprzętu i urządzeń stanowiących wyposażenie SPRT(PRT) wykonywanie drobnych napraw i przeglądów kontrolnych oraz prac konserwacyjnych.
- Pracownicy zatrudnieni na stałe w zespołach kolejowego ratownictwa technicznego lub wyznaczeni do pracy w tych zespołach, powinni być przeszkoleni w obsłudze sprzętu do wkolejania. Pracownik pełniący obowiązki kierownika pociągu gospodarczego i roboczego musi spełniać warunki określone w rozporządzeniu wydanym przez Ministra Infrastruktury w sprawie wykazu stanowisk bezpośrednio związanych z prowadzeniem i bezpieczeństwem ruchu kolejowego i warunków, jakie powinny spełniać osoby zatrudnione na tych stanowiskach oraz prowadzące pojazdy kolejowe. Obowiązki kierownika pociągu może pełnić pracownik posiadający odpowiednie kwalifikacje. Kwalifikacje kierownika pociągu powinny być potwierdzone zaświadczeniem wydanym przez zakład zatrudniający pracownika.
- Pracownicy zatrudnieni jako stała załoga w zespołach Specjalnych Pociągach Ratownictwa Technicznego i wytypowani do pracy w Pociągach Ratownictwa Technicznego oraz samodzielnie działających Pojazdach Szynowo-Drogowych (PSD) i pociągach ratownictwa technicznego (WRT) powinni spełniać wymogi zdrowotne przewidziane dla wykonywanych przez nich czynności.

## Nadzór nad zespołami
Biuro Ratownictwa Technicznego i Ochrony Przeciwpożarowej Centrali PKP PLK S.A. sprawuje merytoryczny nadzór nad zespołami kolejowego ratownictwa technicznego. Bezpośredni nadzór nad pracą zespołu kolejowego ratownictwa technicznego sprawuje oraz odpowiedzialność za jego sprawną pracę ponosi dyrektor Zakładu Linii Kolejowych. Bezpośredni nadzór nad wyposażeniem zespołów kolejowego ratownictwa technicznego w sprzęt, przybory sygnałowe, odzież roboczą, ochronną i sprzęt ochrony osobistej sprawuje oraz jest odpowiedzialny za jego stan techniczny i przeszkolenie załogi:
1. Kierownik Specjalnego Pociągu Ratownictwa Technicznego.
2. Kierownik Pociągu Ratownictwa Technicznego.
3. Nadzór nad sprzętem łączności, stanowiącym wyposażenie zespołu ratownictwa technicznego sprawuje Zakład Linii Kolejowych, na terenie którego znajduje się ten sprzęt.